# 圣十字主教座堂 (弗利)
圣十字主教座堂 (Duomo di Forli或Cattedrale della Santa Croce）是天主教弗利-貝爾蒂諾羅教區的主教座堂，位于意大利費利-切塞納省弗利城的历史中心，主教座堂广场（piazza del Duomo）与奥德拉菲广场（piazza Ordelaffi）之间的交界处。

## 历史
该堂始建于12世纪，15世纪进行了全面改建，19世纪拆除原来的罗马-哥特式教堂，建成了目前的新古典主义教堂，建筑师朱利奥·赞比亚尼奇于1841年完成了这座建筑。 

## 外观
目前的新古典主义教堂，立面有6根宏伟的立柱。1944年，德国人撤退时炸毁了钟楼，1970年重建时降低了高度。

## 内部
内部有3个中殿， 三个有壁画的祭坛，画家卡罗·西格纳尼的坟墓、以及许多湿壁画、管风琴。